# MS Vistafjord
Vistafjord – norweski statek pasażerski armatora "Den Norske Amerikalinje" zbudowany w 1973 przez stocznię Swan Hunter z Wallsend i wprowadzony do służby  w 1973.
"Vistafjord" został zamówiony w zastępstwie utraconego przez armatora w 1970 "Oslofjordu", jako jednostka przewidziana przede wszystkim do obsługi rejsów wycieczkowych z ewentualną możliwością podjęcia regularnych rejsów w żegludze transatlantyckiej. W swój pierwszy rejs do Nowego Jorku statek wyruszył 22 maja 1973. Statek charakteryzuje się doskonałym rozplanowaniem wewnętrznym i specyficzną harmonijną sylwetką jednokominowca. W połowie lat 70. pasażerska żegluga pasażerska na skutek kryzysu energetycznego i drastycznego skoku cen paliw zaczęła ponosić coraz większe straty ekonomiczne – dotyczyło to również pływającego pod flagą "NAL" Vistafjordu.
W 1983 statek został wydzierżawiony brytyjskiemu Cunardowi do obsługi rejsów wycieczkowych (wzrost liczby pasażerów do 736 i pojemności do 24 492 ton). W 1997 zostaje przemianowany na "MS Caronia", następnie w 2004 zostaje zakupiony przez armatora "Saga" i ponownie przemianowany na "Saga Rose".